# 棕色泥棲鯙
棕色泥棲鯙，為輻鰭魚綱鰻鱺目鯙亞目鯙科的其中一種，分布於西太平洋印尼海域，棲息深度15-32公尺，體長可達46.5公分，為底棲性魚類，屬肉食性，生活習性不明。

## 擴展閱讀
維基物種上的相關：棕色泥棲鯙